# Тимоловая проба
Тимоловая проба (тимол-вероналовая проба, тимоловероналовая проба) — вид коагуляционной (осадочной) пробы, при которой в качестве агента, действующего на сыворотку крови, используют тимол в вероналовом буфере. Используется для функционального исследования печени, оценки её белково-синтетической функции. Норма: 0 — 4 единиц. Выше нормы - патология.

## Суть метода
Химическая суть метода окончательно не выяснена. Целый ряд авторов считают, что проба становится положительной при уменьшении содержания альбуминов и увеличении содержания β- и γ-глобулинов и связанных с β-глобулинами липопротеидов.
Принято также считать, что помутнение насыщенного раствора тимола происходит при взаимодействии коллоидных частиц тимола и ряда крупнодисперсных белков: γ-глобулинов и β-липопротеидов.

## Повышение значения тимоловой пробы
- Гепатит A (болезнь Боткина)
- Токсический гепатит
- Цирроз печени
- Системные коллагенозы
- Малярия
- Вирусные инфекции
- ВИЧ инфекции

Тимоловая проба является положительной в 90-100 % случаев болезни Боткина (в преджелтушной стадии и при безжелтушной форме) и при токсическом гепатите.
Реакция также положительна при послегепатитном и постнекротическом, особенно желтушном циррозе (в отличие от других форм циррозов), при коллагенозных заболеваниях, малярии и вирусных инфекциях.
При механической желтухе проба в 75% случаев оказывается отрицательной, что имеет важное дифференциально-диагностическое значение. При механической желтухе тимоловая проба положительная лишь в случаях, когда процесс осложняется паренхиматозным гепатитом.